# حباك لونغو
حباك لونغو (الاسم العلمي: Ploceus subpersonatus) نوع من الطيور الصغيرة من فصيلة الحباك، متوطن في أنغولا، جمهورية الكونغو، جمهورية الكونغو الديمقراطية والغابون.